# بوجا (پادشاه هندی)
بوجا (انگلیسی: Bhoja; ۱ ژانویهٔ ۱۰۰۰ – ۱ ژانویهٔ ۱۱۰۰) پادشاه، و شاعر بود. از سال ۱۰۱۰ تا زمان مرگش در سال ۱۰۵۵ پادشاه مالوا بود. بوجا تقریباً با همه همسایگان خود در تلاش برای گسترش پادشاهی خود با درجات مختلف موفقیت جنگید. در اوج خود، امپراتوری او از چیتورگره در شمال تا کونکان بالا در جنوب، و از رودخانه سابارماتی در غرب تا ودیشا در شرق گسترش یافت.
بوجا به دلیل حمایت از علما به یکی از مشهورترین پادشاهان تاریخ هند تبدیل شد. پس از مرگش، او در افسانه‌های متعددی به‌عنوان یک پادشاه عادل محقق شد. مجموعه افسانه‌هایی که در اطراف او جمع شده‌اند با امپراتور
ویکرامادیتیا قابل مقایسه است.